# Cazin
Cazin – miasto w Bośni i Hercegowinie, w Federacji Bośni i Hercegowiny, w kantonie uńsko-sańskim, siedziba miasta Cazin. W 2013 roku liczyło 13 863 mieszkańców, z czego większość stanowili Boszniacy.
W mieście rozwinął się przemysł spożywczy oraz elektromaszynowy.